# Olympiades de Physique France
Les Olympiades de Physique France sont un concours scientifique sur projet, à caractère expérimental, destiné à des équipes de lycéens encadrées par un professeur. Le concours est reconnu par le ministère de l'Éducation nationale.
Créées en 1991 par l'Union des Professeurs de Physique et Chimie et la Société française de physique, les Olympiades de Physique France ont joué un rôle de pionnier dans l’émergence des concours scientifiques sur projet destinés aux lycéens. Le concours a été rejoint depuis cette date par d’autres Olympiades sur projet telles les Olympiades de Sciences de l’ingénieur et, plus généralement, par d’autres concours sur projet : le concours Faites de la science, le concours C.Génial, etc.
Le colloque organisé le 10 février 2013 à l’issue de la finale de la XXe édition des Olympiades de Physique France a d’ailleurs montré la diversité et la richesse des concours scientifiques destinés aux lycéens.

## Une aventure scientifique
Dans le concours des Olympiades de Physique France, des équipes de deux à six lycéens en classe de Première et Terminale, voire de Seconde, développent un projet expérimental scientifique dont elles ont choisi le sujet. Encadrés par leur professeur, les élèves peuvent travailler en liaison avec un laboratoire ou une entreprise. Prenant souvent appui sur les Travaux personnels encadrés (TPE) ou sur un Atelier scientifique et technique, l’aventure des Olympiades commence pour certains lycéens dès le mois de janvier pour se terminer un an plus tard.
L'activité abordée peut prendre différentes formes : mise en place d'une expérience, observation et traitement de données, réalisation d'un objet, analyse technique d'un processus industriel, amélioration et renouvellement d'expériences de travaux pratiques.

## Le projet expérimental
À dominante physique, le sujet est souvent tourné vers des thématiques inspirées par les questions de société (santé, énergie, médecine, habitat, transport, environnement, etc.) et les sciences de l'ingénieur. Le développement du projet passe par la mise en œuvre d’une démarche scientifique, la réalisation d’expériences, la fabrication éventuelle de maquettes, la mise au point de dispositifs de mesure, simples ou élaborés, la discussion en équipe.

Un projet expérimental
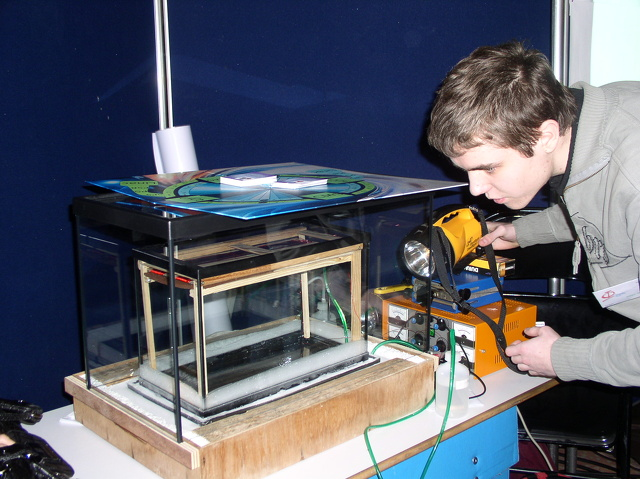
Un projet expérimental.
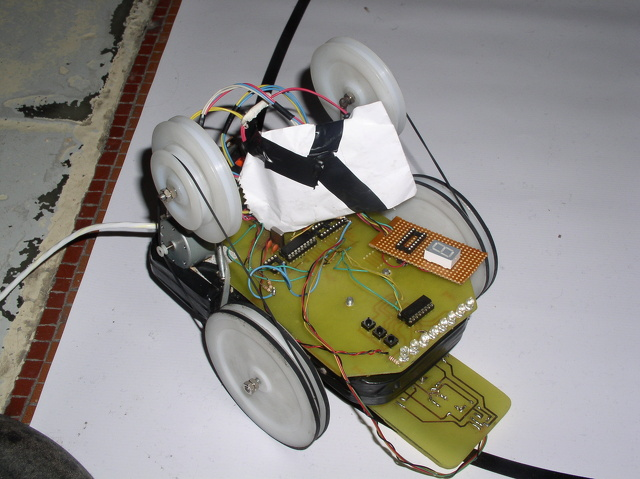
Maquette d'un robot filoguidé.

## Le concours

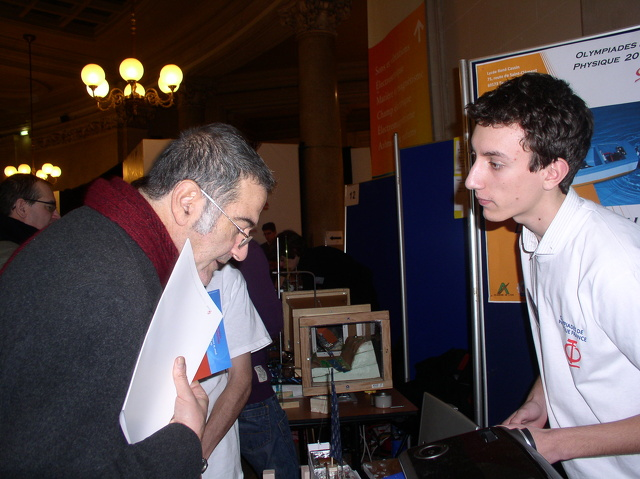
Serge Haroche, prix Nobel de physique en 2012, visite l'exposition en janvier 2010.

Le concours se déroule en deux temps : sélections interacadémiques puis concours national. À l'issue du projet, l'équipe établit un mémoire d'une vingtaine de pages qui est étudié par deux membres du jury, jouant le rôle de rapporteurs. Le jour du concours, l'équipe présente son projet, expériences à l'appui. Le jury, composé de scientifiques de tous horizons, auditionne chaque équipe pendant 40 minutes (20 minutes de présentation suivies de 20 minutes d’entretien). Il apprécie la démarche scientifique, la qualité des expériences réalisées, la clarté de la présentation, l’originalité du sujet, le travail d’équipe. Les deux étapes (sélection interacadémique et finale nationale) se déroulent selon les mêmes modalités.

## La récompense: exposition publique et remise des prix

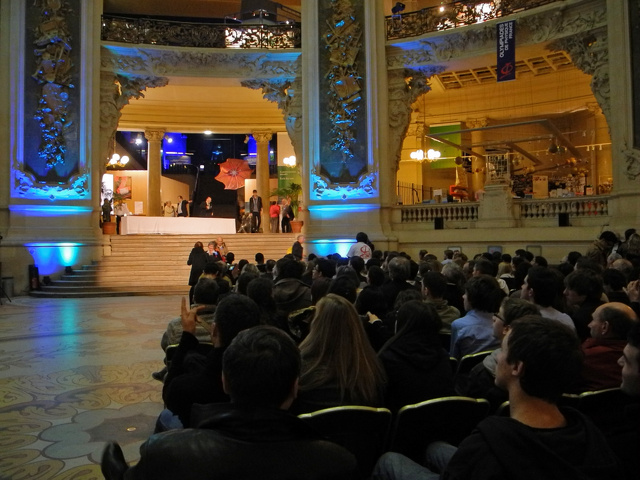
Cérémonie de remise des prix dans la rotonde du Palais de la découverte.

Le concours est suivi d’une exposition publique des projets pendant laquelle chaque équipe partage avec le public son enthousiasme et les résultats acquis.
Toutes les équipes sont récompensées : livres et revues pour les professeurs et les lycéens, matériel scientifique pour le lycée, visites de prestigieux laboratoires de recherche pour toutes les équipes finalistes.
Chaque année, une équipe ayant obtenu un Premier prix se voit remettre une médaille de l’Académie des sciences lors d’une des séances solennelles de l’Académie, sous la Coupole.

## Accès à un concours international sur projet

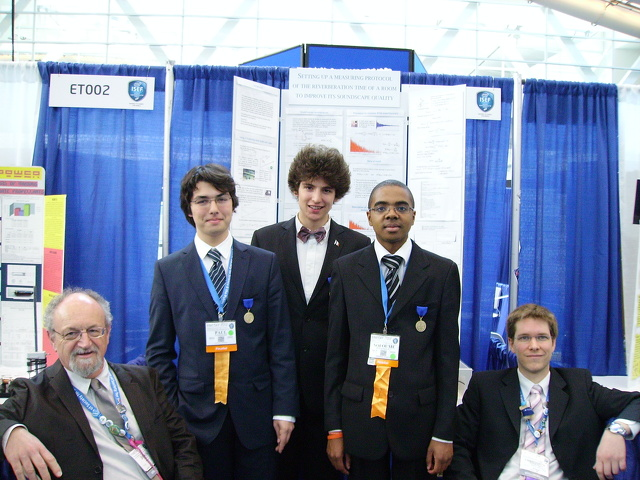
La délégation française au concours ISEF à Pittsburgh en mai 2012.

La participation au concours International Science and Engineering Fair (ISEF), organisé par la Society for Science and the Public (SSP) et parrainé par Intel, a constitué, lors du concours des Olympiades de Physique France, une récompense unique en son genre. Elle était attribuée à une équipe à laquelle le jury décernait un Premier prix et qui remplissait un certain nombre de critères spécifiques au concours ISEF.